# 토요타 AE85
토요타 AE85(영어: Toyota AE85)는 토요타 AE86의 보급형으로 기존 130마력인 1.6DOHC 엔진을 SOHC엔진으로 바꿈에 따라 마력은 98마력으로 디튠되었다. 이니셜D에서는 다케우치 이츠키가 탔던 차량이며 이니셜D의 차량은 130마력 이상으로 튜닝된 자동차다.(4기 기준)

## AE85와 AE86의 차이
기계적
- 엔진 모델은 1.5L 3A-U SOHC로, AE86 차량에 있던 1.6L 4A-GEU 또는 4A-C 엔진보다 강력하다.[7]
- 견고한 전면 디스크 브레이크가 있고 AE86에는 통풍 디스크 브레이크가 장착되어 있다.[8]
- 후방 디스크 브레이크가 없다. (AE86 GT 포함)[8]
- AE85의 구동축은 일체형이고 AE86은 투피스형이다.[8]

외부
- GL, GL-Lime, XL, XL-Lissé, SE 또는 SR 배지가 있다. (AE86에는 일본 시장의 경우 GT, GT-V 또는 GT-에이팩스, 북미 시장의 경우 SR-5 또는 GT-S, 일부의 경우 GTi가 있다.)
- 1985년에서 1987년까지 생산했던 모델의 경우 스프린터 Trueno에는 코너 램프가 없다.[5]

내부
- 일본 내수용 모델은 운전석이 오른쪽에 있다.

## 대중 문화
애니메이션과 만화 이니셜 D에서 사이드 캐릭터 다케우치 이츠키는 실수로 AE86 대신 AE85를 구입하여 그 과정에서 동료들에게 조롱을 당했다.